# Unione Sportiva Avellino 1912 2020-2021
Questa voce raccoglie le informazioni riguardanti l'Unione Sportiva Avellino 1912 nelle competizioni ufficiali della stagione 2020-2021.

## Stagione
Nella Stagione 2020-2021 l'Avellino disputa il girone C del campionato di Serie C. Vi raccoglie 68 punti con il secondo posto, dietro 22 punti dalla Ternana che ha dominato il torneo ed è salita direttamente in Serie B. Nei Play-off la squadra irpina entra in scena nel primo turno nazionale dove incrocia il Palermo, (1-0) al Barbera per i rosanero, (1-0) al Partenio per biancoverdi, passa l'Avellino per il miglior piazzamento in campionato. Nel secondo turno l'Avellino incrocia il Sudtirol, vince (2-0) in casa, mentre a Bolzano perde (1-0). In semifinale trova il Padova, all'Euganeo finisce (1-1), mentre al Partenio si impone (0-1) la squadra biancoscudata. La squadra irpina allenata da Piero Braglia disputa un'ottima stagione, quarta al giro di boa con 31 punti, nel girone di ritorno fa ancora meglio, raccogliendo 37 punti, ottiene il secondo posto finale appaiata al Catanzaro, anche nei Play-off si fa trovare pronta, ma viene eliminata sul più bello. quando già presagiva il profumo della finale. Dopo due giornate viene escluso dal campionato il Trapani, nel calendario chi doveva giocare con i siciliani, usufruisce di un turno di riposo. In questa stagione non si è disputata la Coppa Italia di Serie C. L'Avellino partecipa alla Coppa Italia nazionale ma viene subito estromessa, perdendo (2-1) a Meda contro il Renate. Miglior marcatore irpino di stagione Riccardo Maniero che firma 11 reti.

## Divise e sponsor
Per la stagione 2020-2021 lo sponsor tecnico è Magma, mentre gli sponsor ufficiali sono Cosmopol, Gruppo Marinelli e M.A.C.
| Casa | Trasferta | Terza divisa |

## Organigramma societario
Area direttiva
- Presidente: Angelo Antonio D'Agostino
- Vice Presidente: carica vacante
- Amministratore Unico: Giovanni D'Agostino
- Amministratore Delegato: Paola Luciano
- Direttore Operativo: carica vacante
- Segretario Generale: Tommaso Aloisi

Area comunicazione e marketing
- Direttore Marketing: Andrea Festa
- Addetto Stampa: Alfonso D'Acierno

Area sportiva
- Direttore sportivo: Salvatore Di Somma
- Team Manager: Giuseppe Matarazzo

Area tecnica
- Allenatore: Piero Braglia
- Allenatore in seconda: Domenico De Simone
- Collaboratore tecnico:
- Preparatore dei portieri: Angelo Pagotto
- Preparatore atletico: Natalino Orrù

Area sanitaria
- Responsabile sanitario: Antonio Bianco
- Medico sociale: Gennaro Esposito
- Fisioterapista: Alberto Ambrosone
- Massaggiatore: Alessandro Picariello

## Rosa
| N. |                   | Ruolo | Calciatore                     |
| -- | ----------------- | ----- | ------------------------------ |
| 1  | Italia (bandiera) | P     | Pasquale Pane                  |
| 2  | Italia (bandiera) | C     | Agostino Rizzo                 |
| 3  | Italia (bandiera) | D     | Fabio Tito                     |
| 4  | Italia (bandiera) | C     | Salvatore Aloi (vice capitano) |
| 5  | Italia (bandiera) | D     | Giuliano Laezza                |
| 6  | Italia (bandiera) | D     | Mirko Miceli (capitano)        |
| 7  | Italia (bandiera) | A     | Gabriele Bernardotto           |
| 8  | Italia (bandiera) | C     | Marco Silvestri                |
| 9  | Italia (bandiera) | A     | Emanuele Santaniello           |
| 10 | Italia (bandiera) | C     | Alberto De Francesco           |
| 11 | Italia (bandiera) | A     | Giuseppe Fella                 |
| 12 | Italia (bandiera) | P     | Antonio Pizzella               |
| 13 | Italia (bandiera) | D     | Alberto Dossena                |
| 14 | Italia (bandiera) | C     | Andrea Errico                  |
| 15 | Italia (bandiera) | D     | Gabriele Rocchi                |
| 17 | Italia (bandiera) | C     | Emanuele Adamo                 |

| N. |                      | Ruolo | Calciatore          |
| -- | -------------------- | ----- | ------------------- |
| 18 | Italia (bandiera)    | A     | Gianmarco Mariconda |
| 19 | Italia (bandiera)    | A     | Riccardo Maniero    |
| 20 | Italia (bandiera)    | C     | Michele Bruzzo      |
| 21 | Italia (bandiera)    | C     | Giuseppe Carriero   |
| 22 | Italia (bandiera)    | P     | Francesco Forte     |
| 23 | Italia (bandiera)    | D     | Simone Ciancio      |
| 24 | Italia (bandiera)    | C     | Riccardo Burgio     |
| 24 | Italia (bandiera)    | D     | Leo Di Martino      |
| 25 | Italia (bandiera)    | C     | Federico Capone     |
| 27 | Italia (bandiera)    | C     | Santo D'Angelo      |
| 28 | Italia (bandiera)    | D     | Luigi Silvestri     |
| 30 | Croazia (bandiera)   | D     | Mario Nikolić       |
| 31 | Argentina (bandiera) | D     | Julian Illanes      |
| 32 | Italia (bandiera)    | P     | Riccardo Leoni      |
| 33 | Senegal (bandiera)   | D     | Joel Baraye         |

## Calciomercato

### Sessione estiva (dal 1º settembre al 5 ottobre 2020)
| Acquisti | Acquisti             | Acquisti        | Acquisti                             |
| R.       | Nome                 | da              | Modalità                             |
| -------- | -------------------- | --------------- | ------------------------------------ |
| P        | Francesco Forte      | Carrarese       | definitivo                           |
| D        | Gabriele Rocchi      | Cavese          | definitivo                           |
| C        | Michele Bruzzo       | Pontedera       | prestito con diritto di riscatto     |
| D        | Mirko Miceli         | Sambenedettese  | definitivo                           |
| D        | Simone Ciancio       | Carrarese       | definitivo                           |
| A        | Gabriele Bernardotto | Vibonese        | definitivo                           |
| C        | Riccardo Burgio      | Atalanta        | prestito                             |
| A        | Riccardo Maniero     | Pescara         | definitivo                           |
| C        | Salvatore Aloi       | Trapani         | definitivo                           |
| D        | Alberto Dossena      | Atalanta        | definitivo con opzione di riacquisto |
| C        | Alberto De Francesco | Reggina         | definitivo                           |
| P        | Pasquale Pane        | AZ Picerno      | definitivo                           |
| A        | Emanuele Santaniello | AZ Picerno      | definitivo                           |
| C        | Emanuele Adamo       | Casertana       | definitivo                           |
| D        | Fabio Tito           | Vibonese        | definitivo                           |
| D        | Mario Nikolic        | Dinamo Zagabria | definitivo                           |
| C        | Santo D'Angelo       | Livorno         | definitivo                           |
| D        | Luigi Silvestri      | Potenza         | definitivo                           |
| C        | Agostino Rizzo       | Livorno         | definitivo                           |
| A        | Giuseppe Fella       | Salernitana     | prestito                             |
| C        | Andrea Errico        | Frosinone       | prestito                             |
| P        | Riccardo Leoni       | Giana Erminio   | definitivo                           |

| Cessioni | Cessioni               | Cessioni   | Cessioni                 |
| R.       | Nome                   | a          | Modalità                 |
| -------- | ---------------------- | ---------- | ------------------------ |
| P        | Alessandro Tonti       |            | svincolato               |
| D        | Vedran Celjak          |            | svincolato               |
| D        | Julian Illanes Minucci | Fiorentina | fine prestito            |
| D        | Fallou Njie            | Genoa      | fine prestito            |
| D        | Silvio Petrucci        |            | svincolato               |
| C        | Simone De Marco        |            | svincolato               |
| C        | Nermin Karic           | Genoa      | fine prestito            |
| C        | Claudiu Micovschi      | Genoa      | fine prestito            |
| C        | Luca Palmisano         |            | svincolato               |
| C        | Matteo Rossetti        | Torino     | fine prestito            |
| A        | Diego Albadoro         |            | svincolato               |
| P        | Andrea Dini            | Parma      | fine prestito            |
| D        | Francesco Bertolo      |            | svincolato               |
| C        | Nicolas Izzillo        | Pisa       | fine prestito            |
| C        | Vincenzo Garofalo      |            | svincolato               |
| C        | Agostino Rizzo         | Livorno    | fine prestito            |
| A        | Salvatore Sandomenico  | Cavese     | fine prestito            |
| A        | Demiro Pozzebon        | Gozzano    | fine prestito            |
| A        | Daniele Ferretti       | Ravenna    | definitivo               |
| C        | Mario Corcione         | Vastese    | prestito                 |
| C        | Fabiano Parisi         | Empoli     | definitivo               |
| C        | Tomás Federico         |            | rescissione contrattuale |

### Sessione invernale (dal 4 gennaio al 1º febbraio)
| Acquisti | Acquisti          | Acquisti                     | Acquisti      |
| R.       | Nome              | da                           | Modalità      |
| -------- | ----------------- | ---------------------------- | ------------- |
| C        | Giuseppe Carriero | Parma                        | definitivo    |
| D        | Joel Baraye       | Salernitana, via Padova      | prestito      |
| D        | Julian Illanes    | ChievoVerona, via Fiorentina | prestito      |
| C        | Mario Corcione    | Pro Vasto                    | fine prestito |

| Cessioni | Cessioni            | Cessioni               | Cessioni                 |
| R.       | Nome                | a                      | Modalità                 |
| -------- | ------------------- | ---------------------- | ------------------------ |
| P        | Antonio Pizzella    | Folgore Caratese       | prestito                 |
| C        | Riccardo Burgio     | Renate, via Atalanta   | prestito                 |
| A        | Gianmarco Mariconda | Matese                 | prestito                 |
| C        | Mario Corcione      | Castelfidardo          | prestito                 |
| D        | Mario Nikolic       |                        | rescissione di contratto |
| C        | Michele Bruzzo      | Potenza, via Pontedera | prestito                 |

## Risultati

### Serie C girone C

#### Girone di andata
| Arbitro: | F. Longo (Paola) |

|                          |           |                          |
| Santaniello 26’ Tito 73’ | Marcatori | 85’ Persano 90+3’ Romano |

| Arbitro: | Fontani (Siena) |

|  |           |                |
|  | Marcatori | 90+5’ D'Angelo |

| Arbitro: | Delrio (Reggio Emilia) |

|                                                |           |                         |
| L. Silvestri 4’ Fella 49’, 83’ Santaniello 72’ | Marcatori | 67’ Sartore 90+3’ Musso |

| Arbitro: | Marcenaro (Genova) |

|  |           |                        |
|  | Marcatori | 20’ D'Angelo 57’ Fella |

| Avellino 19 ottobre 2020 5ª giornata | Avellino            | 0 – 0 | Juve Stabia | Stadio Partenio-Adriano Lombardi\| Arbitro: \| Maranesi (Ciampino) \| |
| Arbitro:                             | Maranesi (Ciampino) |       |             |                                                                       |

| Arbitro: | Bitonti (Bologna) |

|            |           |                                     |
| Vitale 86’ | Marcatori | 35’ D'Angelo 63’ (rig.) Santaniello |

| Arbitro: | Cudini (Fermo) |

|                            |           |               |
| Maniero 29’, 59’ Adamo 86’ | Marcatori | 14’ S. Icardi |

| 25 ottobre 2020 8ª giornata |  | – Turno di riposo Avellino |  |  |

| Arbitro: | Colombo (Como) |

|           |           |                                          |
| Fella 31’ | Marcatori | 42’ Curiale 58’ Di Massimo 76’ Di Piazza |

| Arbitro: | Cosso (Reggio Calabria) |

|                 |           |          |
| Diop 43’ (rig.) | Marcatori | 70’ Aloi |

| Arbitro: | Virgilio (Trapani) |

|                                                           |           |  |
| Bernardotto 10’ D'Angelo 13’ (rig.) Dossena 16’ Fella 87’ | Marcatori |  |

| Arbitro: | Marcenaro (Genova) |

|  |           |             |
|  | Marcatori | 69’ Maniero |

| Arbitro: | Feliciani (Teramo) |

|             |           |                                |
| Maniero 90’ | Marcatori | 50’ (aut.) Miceli 67’ Pecorino |

| Arbitro: | Zufferli (Udine) |

|            |           |  |
| Vázquez 2’ | Marcatori |  |

| Arbitro: | Vigile (Cosenza) |

|          |           |                             |
| Aloi 38’ | Marcatori | 9’ Vantaggiato 90’ Laverone |

| Arbitro: | Ricci (Firenze) |

|                                                   |           |                   |
| Marras 14’ Celiento 17’ Antenucci 26’ (rig.), 41’ | Marcatori | 90+3’ Bernardotto |

| Arbitro: | Natilla (Molfetta) |

|                        |           |  |
| L. Vitiello 53’ (aut.) | Marcatori |  |

| Arbitro: | Caldara (Como) |

|            |           |                     |
| Bombagi 9’ | Marcatori | 56’ (rig.) D'Angelo |

| Arbitro: | Giaccaglia (Jesi) |

|           |           |  |
| Adamo 10’ | Marcatori |  |

#### Girone di ritorno
| Arbitro: | Di Graci (Como) |

|  |           |                                     |
|  | Marcatori | 23’ L. Silvestri 67’ (rig.) Maniero |

| Arbitro: | Bordin (Bassano del Grappa) |

|                                        |           |  |
| D'Angelo 47’ Fella 64’ Santaniello 82’ | Marcatori |  |

| Arbitro: | Luciani (Roma) |

|                |           |                 |
| G. Cecconi 34’ | Marcatori | 50’ Bernardotto |

| Arbitro: | Gualtieri (Asti) |

|                  |           |  |
| L. Silvestri 50’ | Marcatori |  |

| Arbitro: | N. Marini (Trieste) |

|  |           |             |
|  | Marcatori | 67’ Maniero |

| Arbitro: | D'Ascanio (Ancona) |

|                                                |           |  |
| Fella 11’, 48’ Maniero 18’ A. De Francesco 74’ | Marcatori |  |

| Arbitro: | Marcenaro (Genova) |

|  |           |                                  |
|  | Marcatori | 26’ L. Silvestri 34’ Bernardotto |

| 29 febbraio 2021 27ª giornata |  | – Turno di riposo Avellino |  |  |

| Arbitro: | Rutella (Enna) |

|  |           |                 |
|  | Marcatori | 21’ Bernardotto |

| Arbitro: | Petrella (Viterbo) |

|                             |           |  |
| Maniero 78’ (rig.) Aloi 84’ | Marcatori |  |

| Arbitro: | Cosso (Reggio Calabria) |

|                 |           |                     |
| Zambataro 90+2’ | Marcatori | 25’ (rig.) D'Angelo |

| Arbitro: | Maranesi (Ciampino) |

|                                                 |           |                |
| Tito 33’ Maniero 48’ (rig.) D'Angelo 63’ (rig.) | Marcatori | 76’ Gio. Volpe |

| Arbitro: | Zufferli (Udine) |

|                                     |           |                       |
| Russotto 4’, 34’ Sarao 90+5’ (rig.) | Marcatori | 45+2’ (rig.) D'Angelo |

| Arbitro: | Cavaliere (Paola) |

|                    |           |  |
| Maniero 36’ (rig.) | Marcatori |  |

| Arbitro: | Colombo (Como) |

|                                                  |           |             |
| Falletti 1’ Paghera 18’ Furlan 24’ Partipilo 66’ | Marcatori | 87’ Dossena |

| Arbitro: | D'Ascanio (Ancona) |

|           |           |  |
| Fella 83’ | Marcatori |  |

| Arbitro: | Monaldi (Macerata) |

|                               |           |  |
| Pugliese 19’ Tumbarello 90+6’ | Marcatori |  |

| Avellino 25 aprile 2021 37ª giornata | Avellino        | 0 – 0 | Teramo | Stadio Partenio-Adriano Lombardi\| Arbitro: \| Di Graci (Como) \| |
| Arbitro:                             | Di Graci (Como) |       |        |                                                                   |

| Arbitro: | Panettella (Bari) |

|               |           |                |
| Calderini 80’ | Marcatori | 45+2’ Carriero |

### Play-off

#### Primo turno
| Arbitro: | Gualtieri (Asti) |

|                     |           |  |
| Floriano 87’ (rig.) | Marcatori |  |

| Arbitro: | Zufferli (Udine) |

|              |           |  |
| D'Angelo 34’ | Marcatori |  |

#### Secondo turno
| Arbitro: | Rutella (Enna) |

|                          |           |  |
| Tito 72’ Santaniello 79’ | Marcatori |  |

| Arbitro: | Di Graci (Como) |

|                        |           |  |
| Casiraghi 90+8’ (rig.) | Marcatori |  |

#### Semifinali
| Arbitro: | Cosso (Reggio Calabria) |

|            |           |             |
| Kresic 37’ | Marcatori | 49’ Maniero |

| Arbitro: | Colombo (Como) |

|  |           |                 |
|  | Marcatori | 28’ Della Latta |

### Coppa Italia
| Arbitro: | Gariglio (Pinerolo) |

|                            |           |            |
| Giovinco 10’ Galuppini 74’ | Marcatori | 83’ Burgio |